# Dance Vault Remixes: Get It Off/Knock Knock
Dance Vault Remixes: Get It Off/Knock Knock är den första EP:n av den amerikanska R&B-sångerskan Monica, släppt år 2004. Den innehåller två exklusiva remixer av Monicas singlar "Get It Off" och "Knock, Knock" från hennes hit-album After the Storm (2003). EP:n gavs endast ut som marknadsföringsmaterial för sångerskans singlar. 

## Innehållsförteckning
1. Get It Off (That Kid Chris Club Mix) - 8:15
2. Knock Knock (Planet Funk Club Mix) - 8:27